# 陈溪乡
陈溪乡，中国浙江省绍兴市上虞市下辖的一个乡。

## 历史沿革
民国元年（1912年），属上虞县十九都。
1949年11月，设立大泽乡。
1958年10月，撤乡设陈溪管理区，属下管人民公社。
1961年9月，成立陈溪乡人民公社。
1966年1月，戴王、糜家山2个生产大队划归余姚县。
1983年7月，撤人民公社设立陈溪乡。

## 辖区
该乡辖有：旭峰村、陈家岙村、太平山村、石笋山村、夏家岙村、小陈岙村、干溪村、塔溪村、虹溪村、陈溪村